# Aleksandra Kauc
Aleksandra Kauc (Łódź, 20 februari 1980) is een Pools kunstschaatsster.
Kauc is actief in het ijsdansen en haar vaste sportpartner is Michał Zych. Zij worden gecoacht door Magdalena Olszewska-Lelonkiewicz. Voorheen reed ze onder andere met Michal Przyk, Krysztof Tomaczyk en Filip Bernadowski. Kauc en Zych schaatsen met elkaar sinds 2003 en zijn samen drie keer nationaal kampioen van Polen geworden. Kauc stopte in 2007 met professioneel kunstschaatsen. Wel schaatste ze tweemaal in de Poolse versie van 'Dancing on Ice'.
| records                | punten | datum      | toernooi              |
| ---------------------- | ------ | ---------- | --------------------- |
| Hoogste totaalscore    | 153.03 | 06-09-2003 | Nebelhorn Trophy 2003 |
| Hoogste verplichte kür | 33.16  | 02-09-2004 | Nebelhorn Trophy 2004 |
| Hoogste originele kür  | 47.37  | 03-09-2004 | Nebelhorn Trophy 2004 |
| Hoogste vrije kür      | 79.88  | 06-09-2003 | Nebelhorn Trophy 2003 |

## Belangrijke resultaten
2000-2001 met Filip Bernadowski, 2004-2006 met Michal Zych .
| Kampioenschap           | 2000  | 2001  | 2002 | 2003 | 2004 | 2005 | 2006 |
| ----------------------- | ----- | ----- | ---- | ---- | ---- | ---- | ---- |
| Olympische Spelen       |       |       |      |      |      |      | 21e  |
| Wereldkampioenschap     | 17e   |       |      |      | 24e  | 22e  | 19e  |
| Europees Kampioenschap  |       | 22e   |      |      | 17e  | 14e  | 16e  |
| Nationaal Kampioenschap | Brons | Brons |      |      | Goud | Goud | Goud |